# Хунта 1969 року в Бразилії
Хунта 1969 року, відома також як Друга хунта — військова хунта, що керувала Бразилією з 31 серпня до 30 жовтня 1969 року.
Члени тріумвірату:
- Ауреліу ді Ліра Таваріс, генерал сухопутних військ;
- Августу Аман Радемейкер Грюнвальд, адмірал ВМС;
- Марсіу Мелу, генерал ВПС.

Хунта прийшла до влади в результаті військового перевороту, в результаті якого було усунуто недієздатного президента Артура да Косту і Сілву (у якого незадовго до цього стався інсульт). 30 жовтня 1969 року владу було передано Еміліу Гарастазу Медічі.